# Agrippin de Carthage
Agrippin (v. 235-240) était évêque de Carthage.
Il se proclama partisan de la rébaptisation des hérétiques, ou de la réitération du baptême conféré par les hérétiques.
En cela, avec Cyprien de Carthage, il s'opposa au pape Étienne Ier.
Il assembla un concile des Evêques d’Afrique et de Numidie pour faire accepter ce dogme et fut à l'origine de l’hérésie des Rebaptisants, dit aussi Agrippiniens.